# George Norman Clark
Sir George Norman Clark (* 27. Februar 1890 in Halifax; † 6. Februar 1979) war ein britischer Historiker.

## Leben
Clark besuchte die Schule in Manchester (Manchester Grammar School) und studierte an der Universität Oxford (Balliol College). 1931 wurde er Fellow des All Souls College in Oxford und Professor für Wirtschaftsgeschichte. 1943 wurde er Regius Professor of Modern History an der Universität Cambridge und Fellow des Trinity College, was er bis 1947 blieb. 1947 bis 1957 war er Provost des Oriel College in Oxford. Seit 1936 war er Mitglied (Fellow) der British Academy. Die Königlich Niederländische Akademie der Wissenschaften nahm ihn 1947 als auswärtiges Mitglied auf. 1950 wurde Clark in die American Academy of Arts and Sciences gewählt. 1953 wurde er als Knight Bachelor geadelt.
Er schrieb 1953 die allgemeine Einleitung zur The New Cambridge Modern History (erschienen im ersten Band). Im Gegensatz zum Urheber der ersten The Cambridge Modern History, Lord Acton, vom Ende des 19. Jahrhunderts betonte er darin das Zeitgebundene der Geschichtsschreibung. Er war Herausgeber der Buchreihe Oxford History of England und Herausgeber des English Historical Review. Er schrieb Gesamtübersichten zur englischen und niederländischen Geschichte besonders im 17. Jahrhundert und befasste sich mit Wirtschaftsgeschichte.

## Schriften
- Unifying the World (= The Swarthmore International Handbooks. 7. The Swarthmore Press u. a., London u. a. 1920; archive.org, ZDB-ID 1146737-X).
- The Dutch Alliance and the War Against French Trade 1622–1697 (= Publications of the University of Manchester. Historical Series, 42). University of Manchester Press, Manchester 1923 (Reprinted edition. Russell, New York NY 1971), ZDB-ID 434536-8.
- The Seventeenth Century. Clarendon Press, Oxford 1929, (Mehrere Auflagen).
- The Later Stuarts. 1660–1714 (= The Oxford History of England. 10). Clarendon Press, Oxford 1934 (mehrere Auflagen; archive.org).
- Science and Social Welfare in the Age of Newton. Clarendon Press, Oxford 1937 (2nd edition ebenda 1949).
- The Wealth of England. From 1496 to 1760 (= The Home University Library of Modern Knowledge, 196). Oxford University Press, London u. a. 1946, ZDB-ID 986189-0.
- The Birth of the Dutch Republic. In: Proceedings of the British Academy, 32, 1947, S. 189–218 (Raleigh Lecture on History, 1946), ISSN 0068-1202.
- The Idea of the Industrial Revolution (= Glasgow University Publications, 95 = Lecture on the David Murray Foundation in the University of Glasgow, 20). Jackson, Glasgow 1953, ZDB-ID 767341-3.
- Early modern Europe from about 1450 to about 1720 (= The Home University Library of Modern Knowledge. 232). Oxford University Press, London u. a. 1957, (Mehrere Auflagen; in italienischer Sprache: Le origini dell’Europa moderna. 1450–1720. Garzanti, Mailand 1962; in spanischer Sprache: La Europa moderna 1450–1720 [= Breviarios del Fondo de Cultura Económica, 169]. Fondo de Cultura Económica, México u. a. 1963, ZDB-ID 1338445-4).
- War and Society in the Seventeenth Century (= The Wiles Lectures given at the Queen’s University Belfast. 1956). Cambridge University Press, Cambridge 1958.
- Three Aspects of Stuart England (= The Whidden Lectures, 5). Oxford University Press, London u. a. 1960, ISSN 0083-9248, ZDB-ID 796192-3.
- English History. A Survey. Clarendon Press, Oxford 1971.
- A History of the Royal College of Physicians of London. Band 1–3. Clarendon Press, Oxford 1964–1972.